# Станислав Ленцевич
Станѝслав Ленцѐвич (на полски: Stanisław Lencewicz) е полски географ, професор във Варшавския университет, съосновател на Полското географско дружество (1918) и редактор на научното списание Пшегльонд Географични (1922 – 1938). В годините 1943 – 1944 преподава в тайния Варшавски университет. Разстрелян от немските окупационни власти.

## Важни трудове
- Kurs geografii polskiej (1922)
- Wydmy śródlądowe Polski (1922)
- Dyluwium i morfologia środkowego Powiśla (1927)
- Lodowce i ich wpływ na rzeźbę powierzchni ziemi (1954)
- Wody lądowe (1954)
- Geografia fizyczna Polski (1955)